# Ciclismo en los Juegos Olímpicos de Roma 1960
El ciclismo en los Juegos Olímpicos de Roma 1960 se realizó en dos instalaciones de la ciudad de Roma, entre el 26 y el 30 de agosto de 1960.
En total se disputaron en este deporte 6 pruebas diferentes (todas en la categoría masculina), repartidas en dos disciplinas ciclistas: 2 pruebas de ruta y 4 de pista. El programa de competiciones se mantuvo sin cambios, como en las ediciones pasadas, solo que la prueba de ruta por equipos (que realmente consistía en la suma de los tiempos de los tres mejores ciclistas de cada país en la prueba individual) fue sustituida por una contrarreloj por equipos.
Se batieron dos récords, el del kilómetro contrarreloj, donde Sante Gaiardoni estableció una nueva plusmarca olímpica y mundial, y el de persecución por equipos, donde las series de los cuartos de final fueron las más rápidas, resultando el tiempo del combinado alemán el más rápido de todos ellos.
Entre los representantes españoles, el mejor resultado se obtuvo en la prueba de contrarreloj por equipos en ruta, donde el equipo español (integrado por José Antonio Momeñe, Ignacio Astigarraga, Ramón Sáez y Juan Sánchez Gamero) terminó en octavo lugar.

## Sedes
- Ciclismo en ruta – Ruta individual: circuito entre la Vía Cassia, la Vía de Grottarossa y la Vía Flaminia. Contrarreloj por equipos: Vía Cristoforo Colombo, con salida y llegada al lado del Velódromo
- Ciclismo en pista – Velódromo Olímpico

## Medallistas

### Ciclismo en ruta
| Evento                                  | Oro                                                                                       | Plata                                                                                               | Bronce                                                                                             |
| --------------------------------------- | ----------------------------------------------------------------------------------------- | --------------------------------------------------------------------------------------------------- | -------------------------------------------------------------------------------------------------- |
| Ruta (31 de agosto)                     | Viktor Kapitonov · Unión Soviética · 4:20,37                                              | Livio Trapè · Italia · 4:20,37                                                                      | Willy Vanden Berghen · Bélgica · 4:20,57                                                           |
| Contrarreloj por equipos (26 de agosto) | Antonio Bailetti · Ottavio Cogliati · Giacomo Fornoni · Livio Trapè · Italia · 2:14:33,53 | Gustav-Adolf Schur · Egon Adler · Erich Hagen · Günter Lörke · Equipo Alemán Unificado · 2:16:56,31 | Viktor Kapitonov · Yevgueni Klevtsov · Yuri Melijov · Alexei Petrov · Unión Soviética · 2:18:41,67 |

### Ciclismo en pista
| Evento                                 | Oro                                                                             | Plata                                                                                                  | Bronce                                                                                             |
| -------------------------------------- | ------------------------------------------------------------------------------- | --- | -------------------------------------------------------------------------------------------------- |
| Velocidad individual (29 de agosto)    | Sante Gaiardoni · Italia                                                        | Leo Sterckx · Bélgica                                                                                  | Valentino Gasparella · Italia                                                                      |
| Persecución por equipos (29 de agosto) | Luigi Arienti · Franco Testa · Mario Vallotto · Marino Vigna · Italia · 4:30,90 | Siegfried Köhler · Peter Gröning · Manfred Klieme · Bernd Barleben · Equipo Alemán Unificado · 4:35,78 | Stanislav Moskvin · Viktor Romanov · Leonid Kolumbet · Arnold Belgardt · Unión Soviética · 4:34,05 |
| 1 km contrarreloj (26 de agosto)       | Sante Gaiardoni · Italia · 1:07,27 RM                                           | Dieter Gieseler · Equipo Alemán Unificado · 1:08,75                                                    | Rostislav Vargashkin · Unión Soviética · 1:08,86                                                   |
| Tándem (27 de agosto)                  | Giuseppe Beghetto · Sergio Bianchetto · Italia                                  | Jürgen Simon · Lothar Stäber · Equipo Alemán Unificado                                                 | Boris Vasiliev · Vladimir Leonov · Unión Soviética                                                 |

## Medallero
| Núm. | País                    | Oro | Plata | Bronce | Total |
| ---- | ----------------------- | --- | ----- | ------ | ----- |
| 1    | Italia                  | 5   | 1     | 1      | 7     |
| 2    | Unión Soviética         | 1   | 0     | 4      | 5     |
| 3    | Equipo Alemán Unificado | 0   | 4     | 0      | 4     |
| 4    | Bélgica                 | 0   | 1     | 1      | 2     |
|      | TOTAL                   | 6   | 6     | 6      | 18    |